# María Josefa Pimentel y Téllez-Girón
María Josefa Alonso Pimentel y Borja, comtessa-duquessa de Benavente (Madrid, 26 de novembre de 1752 - 5 d'octubre de 1834), va destacar pel seu paper com a mecenes i influent dama de la societat il·lustrada als seus salons i tertúlies i pel seu llegat social i cultural.

## Orígens familiars
María Josefa de la Soledad Alonso Pimentel, Borja y Centelles, Diego-López de Zúñiga, Ponce de León, va ser l’única filla, i hereva, que va arribar a edat adulta de Francisco de Borja Alonso Pimentel y Vigil de Quiñones, XI comte-duc de Benavente, i de María Faustina Téllez-Girón, un dels més poderosos llinatges de l’Espanya del segle XVIII i els inicis del XIX. El 1771, amb l’aliança matrimonial amb el seu cosí Pedro Alcántara Téllez Girón, fill dels ducs d’Osuna, es consolidà la unió de dues grans famílies. Maria Josefa Alonso Pimentel va aportar al matrimoni els seus títols de comtessa-duquessa de Benavente i duquessa de Bejar, Arcos, Gandia, Plasència, Monteagudo, Mandas y Villanueva, princesa d'Anglona i Esquilache, marquesa de Javalquinto, Gibraleó, Zahara, Lombay, Marquín, comtessa de Mayorga, Banyars, Belalcázar, Bailén, Mayalde, Casares, Oliva, Osilo i Loguinas, vescomtessa de Pobla d'Alcocer.
Des del seu naixement fins als primers anys de matrimoni la duquessa va residir a Madrid, passant la seva vida entre embarassos i fills morts, fins que amb motiu de la conquesta de Menorca, es va desplaçar a Maó amb el seu marit. Va ser a la tornada, el gener de 1783, quan de pas per Barcelona va poder recuperar el seu estil de vida i les seves sociabilitats, coincidint amb el naixement de la seva filla Josefa Manuela i de quatre fills més, ja nascuts a la capital. Va erigir-se en un nou model de mare tot emprant noves i desconegudes pràctiques d'higiene i es va esforçar a donar-los una educació acurada.
El 1799, per les responsabilitats del seu marit, es traslladen a viure a París al llarg d'un any, cosa que li permetrà gaudir d'unes noves amistats en un ambient il·lustrat. Al retorn a Madrid el gener de 1800, la comtessa-duquessa va comprar una finca on es trobava el castell de l’Alameda. Amb la col·laboració d'arquitectes i paisatgistes hi va construir un palauet d'estil neoclàssic que convertirà en un bell i estètic conjunt d'hort i hivernacles, els salons dels quals van ser decorats per Goya. La finca va ser denominada El Capricho. Amb el temps serà un dels centres neuràlgic de les activitats socials i culturals del Madrid il·lustrat.
La següent dècada vindrà marcada per la mort del seu espòs, el duc, el 1807, i María Josefa es dedicarà amb intensitat al mecenatge i a la supervisió del futur dels seus fills. Amb l'arribada de les tropes napoleòniques per reconquerir Madrid, el 1809, la família es veurà obligada a marxar a Cadis per un període de cinc anys.
El 1833 l'estat de salut de la duquessa, amb una úlcera cancerosa, s'agreuja, morint als vuitanta-tres anys envoltada de fills i nets a la seva casa de la Cuesta de la Vega el 5 d'octubre de 1834.

## Una dama del segle de les llums
L'estada a París va aportar a María Josefa Alonso Pimentel eines i bagatge per protagonitzar les tertúlies i salons de caràcter mundà i cultural. Va ser la pionera del salonnière madrileny a la seva finca de El Capricho, que es va convertir en el més important saló de l'època en què s’hi duien a terme tot tipus d’activitats relacionades amb les arts, la literatura, la música, la ciència i el mecenatge. Allà es reunirien personatges com “Moratín, Don Ramón de la Cruz, Humboldt, Agustín Betancourt, Martínez de la Rosa, Washington Irving” o Goya , que realitzaria diversos retrats de la família.
Un altre àmbit en el qual va destacar va ser en la Junta de Damas de Honor y Mérito, de la Real Sociedad Española Matritense, a la que es va incorporar el mateix any de la seva creació, en va ser presidenta durant el primer trienni i hi va romandre-hi fins a la seva mort el 1834. L'entrada de dones en aquesta Societat d'Amics del País no va ser tasca fàcil, la lluita va durar dotze anys fins que, per intercessió de Carles III, van ser admeses tretze dames el 1887, tot i que en una secció especifica, la Junta de Damas, i en un inici per participar “en los temas que les eran propios (a las mujeres) y desde los lugares que se les adjudicara.” Amb el temps, i el viu suport de Jovellanos, van anar reclamant, i assumint, activitats que consideraven pròpies del seu sexe i totes elles de beneficència laica, com ara; la direcció de les  Escuelas Patrióticas, l’assistència a les preses de La Galera, de les presons de la Corte y de la Villa o la tutela de la inclusa.

## Llegat material
Van ser innombrables les propietats rústiques i urbanes que va llegar, no obstant destacarem la finca de El Capricho a l'Alameda d'Osuna, on la comtessa, amb ajuda de diversos arquitectes (Manuel Machuca, Mateo Medina, Antonio López) i paisatgistes (Boitelou – Reales Sitios-, Moulot –le Petit Trianon/Versailles-,etc) encarrega, i col·labora activament, en el disseny tant dels edificis com de l'incomparable jardí.
L'origen de la Biblioteca d'Osuna data de 1786 i és formada per Pedro de Alcántara Téllez-Girón, IX duc d'Osuna, a partir d'una petita col·lecció de llibres de temàtica militar  amb la col·laboració de la seva esposa, la comtessa-duquessa de Benavente. A mitjans del segle XIX s'hi incorporen tant la biblioteca personal de Maria Josefa com la de la Casa del Infantado.

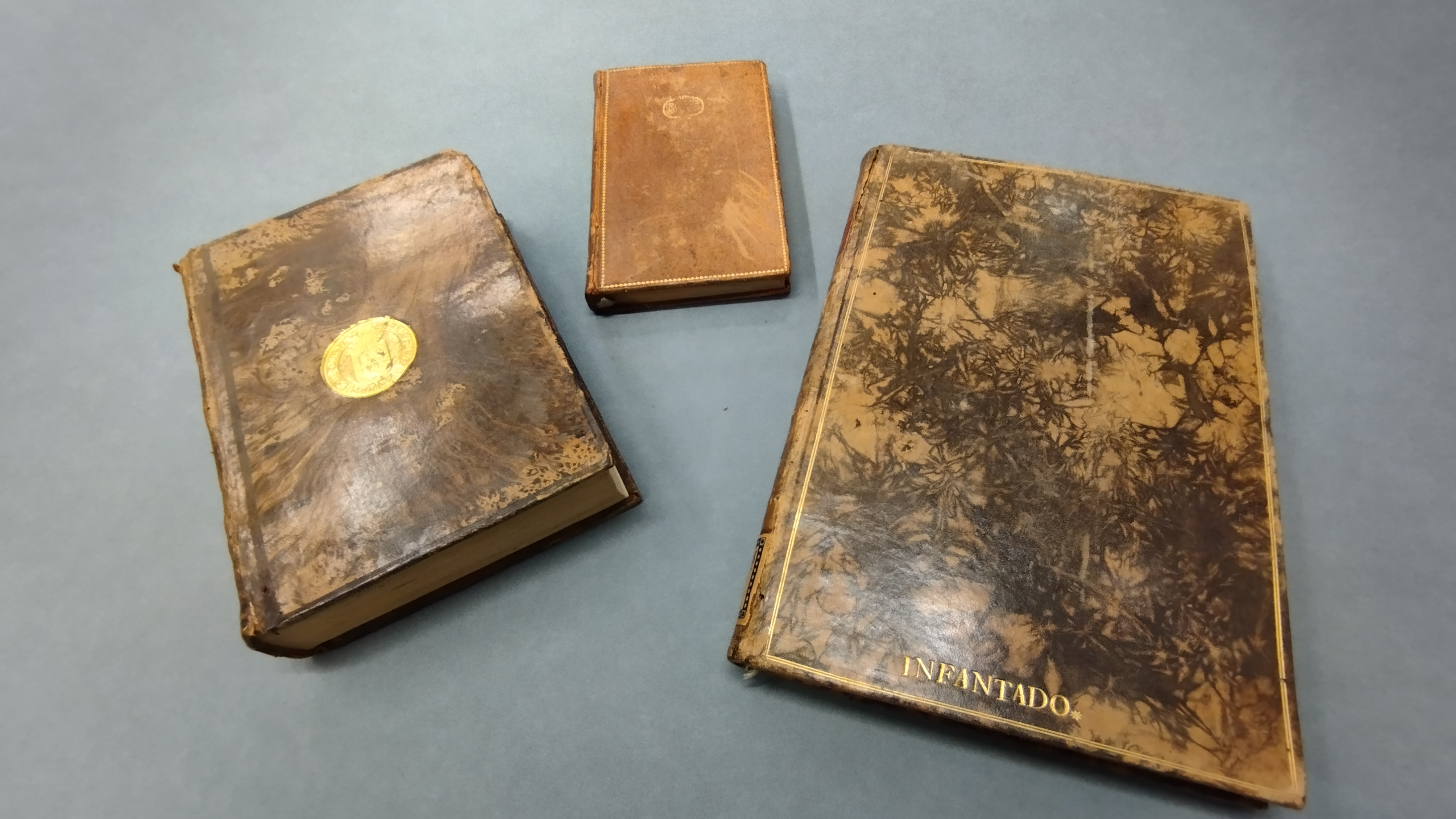
[https://marques.crai.ub.edu/ca/posseidor/osuna-familia--1562-/a12165177_0 Marques de propietat diverses de la família Osuna

La fallida econòmica de la Casa d'Osuna el 1882 permet la compra de la biblioteca per part de l'Estat  -una adquisició que esdevé un reconeixement de la singularitat, riquesa i importància literària, artística i bibliogràfica que aquesta atresora-, establint-se el repartiment de la col·lecció entre diverses institucions espanyoles: la BNE, les biblioteques del Congrés i del Senat, i una desena de biblioteques universitàries, entre elles la de la Universitat de Barcelona. Es tracta d'un fons de 32.567 volums d'obra impresa, 670 fullets i 2.770 d'obra manuscrita. Bona part dels exemplars presenten marques de procedència que ens permeten identificar el seu origen (superlibris, segells, signatures topogràfiques, entre d'altres), com les recollides en la base de dades Antics posseïdors de la UB.

## Una dama envoltada de llibres. Un exemple

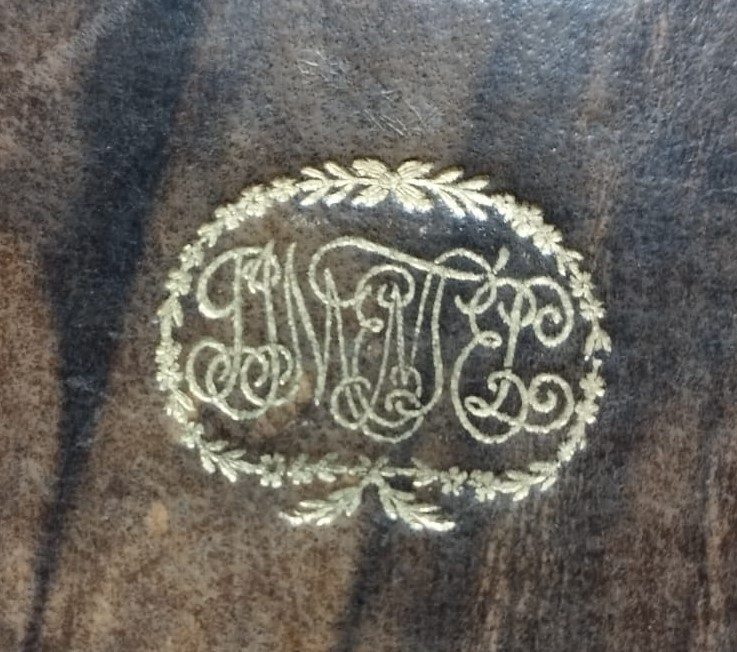
Superlibris amb l'anotació "Pimentel", marca de propietat de María Josefa Alonso Pimentel y Borja.

Entre els llibres que integraven la Biblioteca de la Casa d'Osuna trobem el llibre España vindicada en sus clases y autoridades de las falsas opiniones que se la atribuyen  escrit per José Joaquín Colón de Larreátegui el maig de 1811. El superlibris amb el monograma "Pimentel" dins d'una corona de llorer indica que l'exemplar pertanyia a la col·lecció de la comtessa-duquessa de Benavente. Actualment forma part del Fons Antic de la Universitat de Barcelona, juntament amb altres 24 obres.  Es tracta d'un llibre de clar caràcter polític on l'autor mostra un pensament contrarevolucionari oposat a les reformes aprovades a Cadis a principis del segle XIX.
José Joaquín de Colón va ser un dels representants de l'antic règim que va participar en les discussions per aprovar a Bayona la primera constitució espanyola (1808). Com a conseqüència de la seva participació va ser acusat d'"afrancesat", "traïdor", d'haver jurat la constitució de Bayona i de qüestionar la legalitat de les Corts de Cadis pels impulsors de la reforma promulgada amb la nova constitució de Cadis el 1812.

## Descendència
La comtessa es va ocupar directament de criar i educar els cinc fills que van sobreviure, després de la mort dels cinc primers a molt primerenca edat, completant una gran família en un ambient intel·lectual i obert:
- Josefa Tellez-Girón y Pimentel (1783-1817), marquesa de Marguini i marquesa de Camarasa per matrimoni.
- Joaquina Tellez-Girón y Pimentel (1784-1851), comtessa d’Osilo i marquesa de Santa Cruz per matrimoni (retratada per Goya).
- Francisco de Borja Tellez-Girón y Pimentel (1785-1820), duc d’Osuna i vinculat al ducat de l’Infantado per matrimoni.
- Pedro de Alcántara Tellez-Girón y Pimentel (1786-1851), príncep d’Anglona, va ser director del Museu del Prado, membre i director de l'Acadèmia de Belles Arts i corresponent de l'Acadèmia de la Història
- María Manuela Tellez-Girón y Alfonso Pimentel (1794-1838), duquessa d’Abrantes per matrimoni.

## Títols nobiliaris per dret propi[1][25]
- Comtessa de Benavente
- Comtessa de Mayorga
- Comtessa de Bailén
- Comtessa de Belalcázar
- Comtessa de Casares
- Comtessa de Bañares

- Duquessa de Benavente
- Duquessa de Béjar
- Duquessa d’Arcos
- Duquessa de Gandía
- Duquessa de Mandas y Villanueva
- Duquessa de Plasencia
- Marquesa de Lombay
- Marquesa de Jabalquinto
- Marquesa de Gibraleón
- Marquesa de Zahara
- Marquesa de Terranova
- Princesa d’Anglona
- Princesa d’Esquilache
- I altres títols propis i sobrevinguts per matrimoni.

## Imatges de Francisco Goya

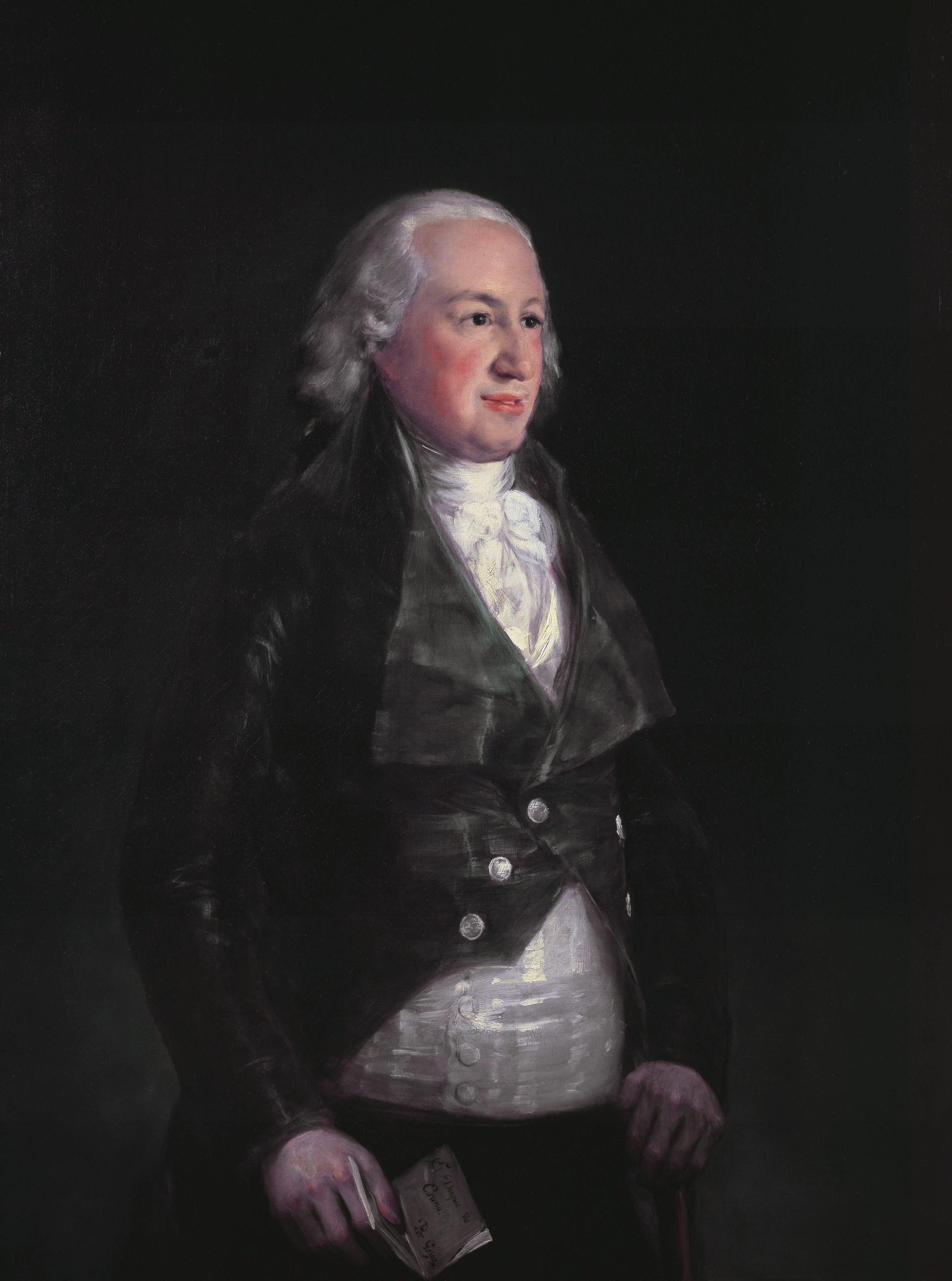
El Duc d'Osuna (1785)
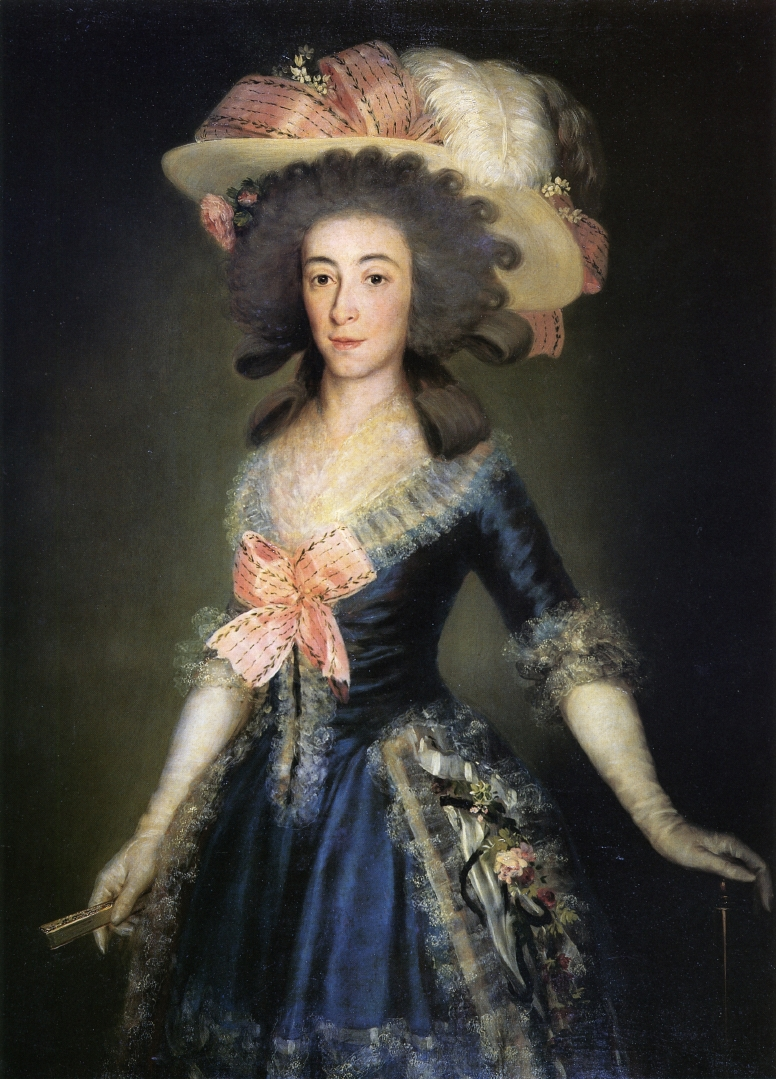
La Duquessa de Osuna (1785)
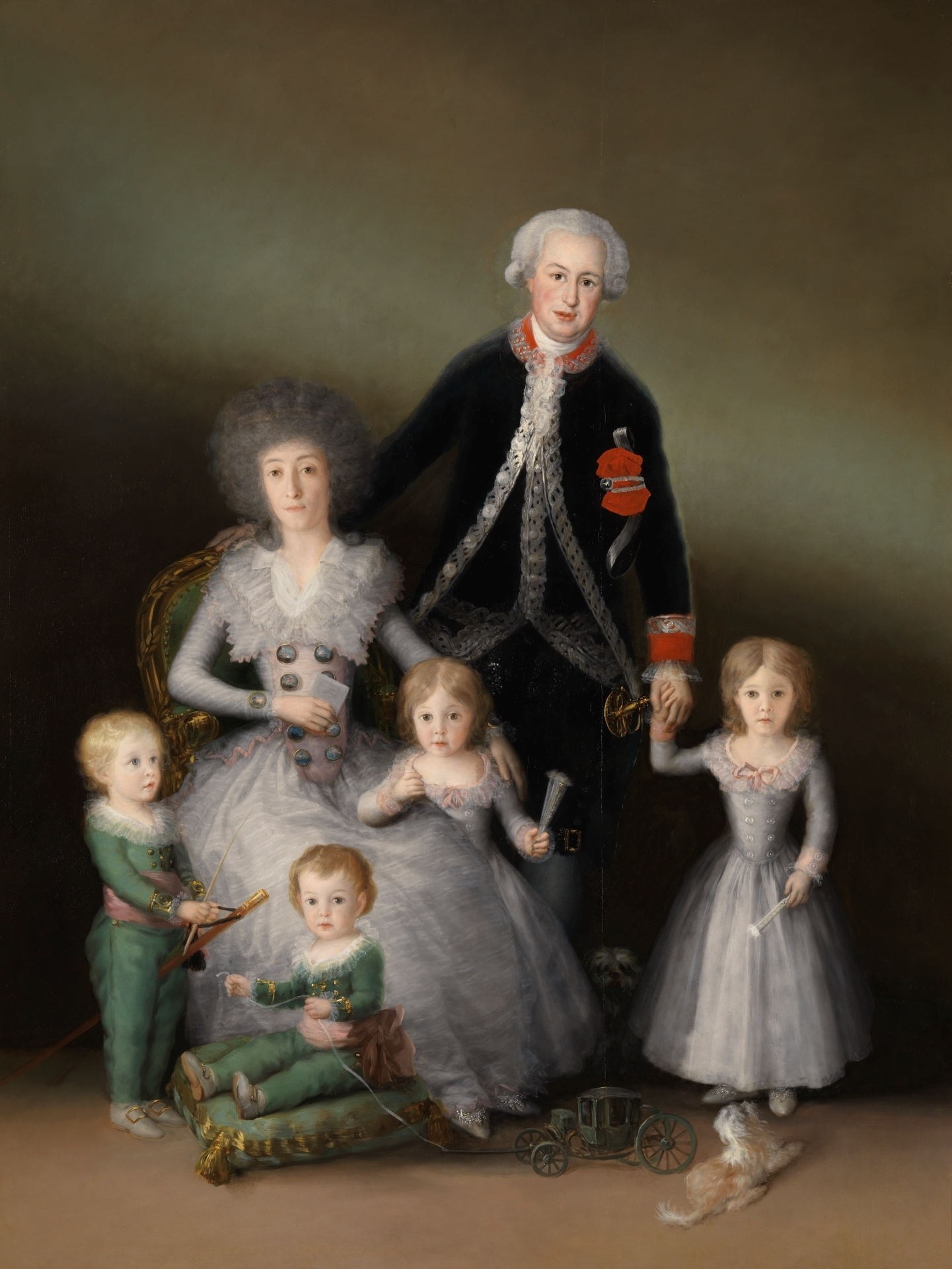
El Duc d'Osuna i la seva família (1788)
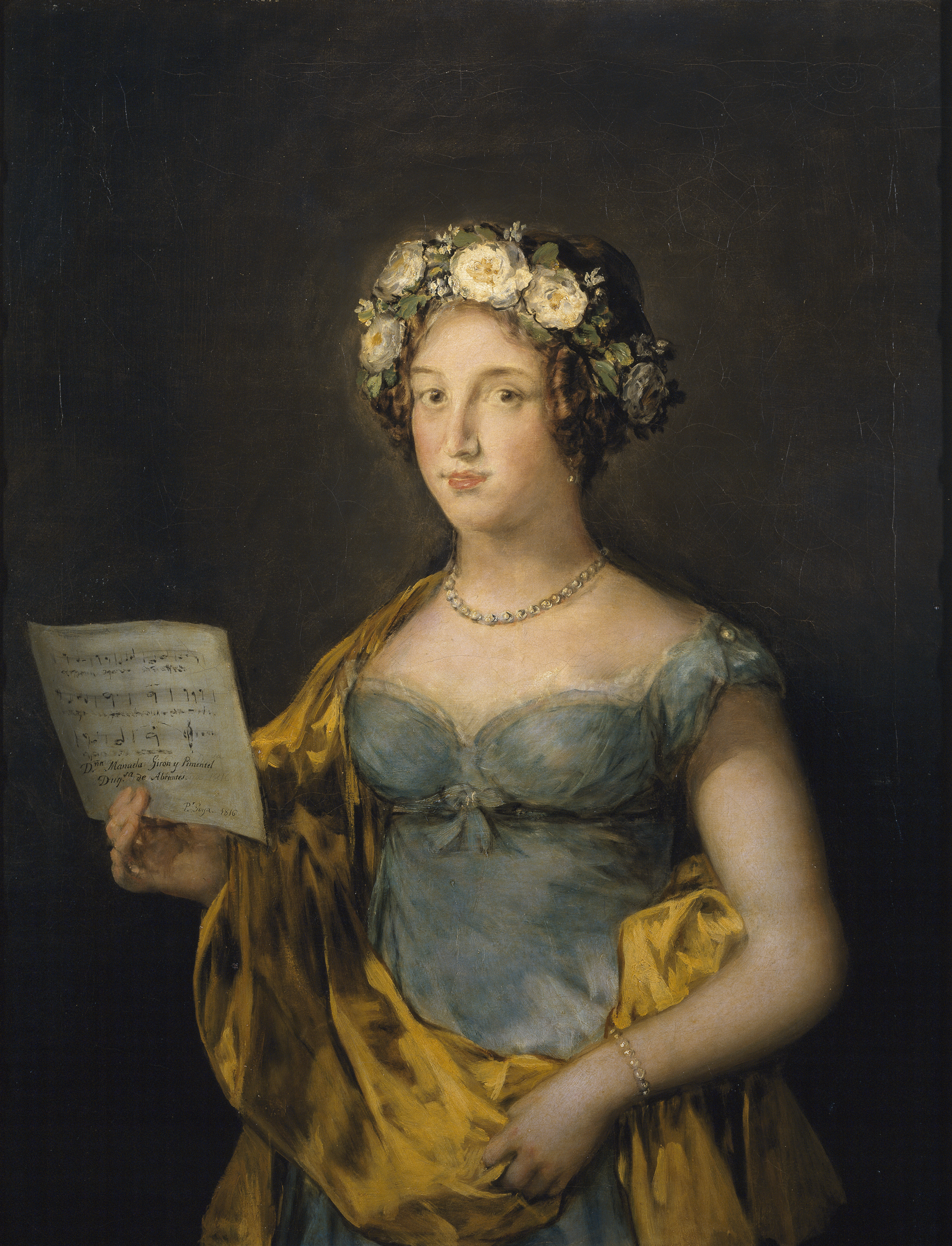
La Duquessa d'Abrantes (1816)
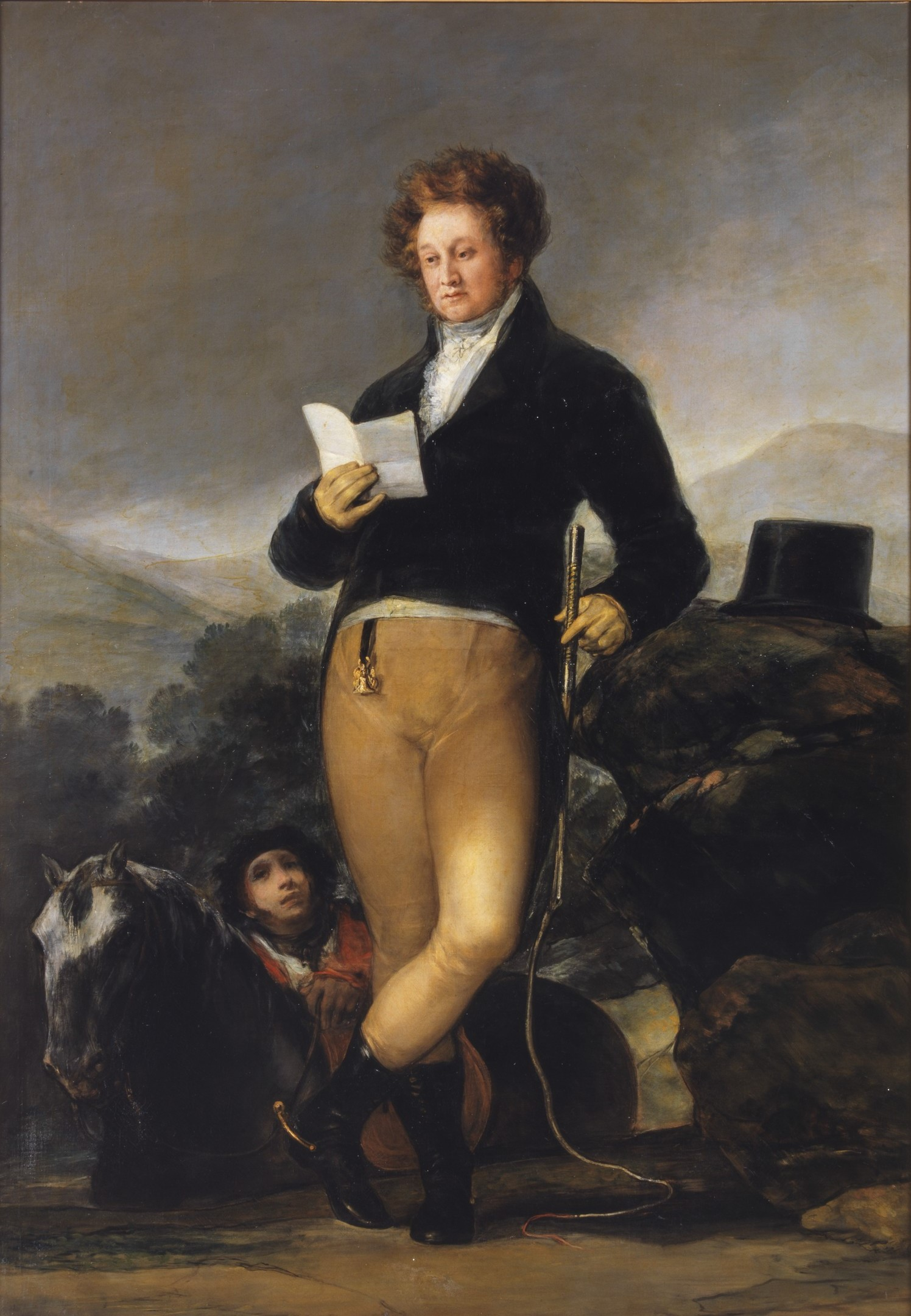
El 10è Duc d'Osuna (1816)